# Полиција Русије
Полиција Русије (рус. Полиция России) је федерална полицијска агенција Русије и саставни дио Министарства унутрашњих послова Руске Федерације. Насљедила је бившу Милицију Русије 1. марта 2011. године. Поступа и организује се у складу са Федералним законом о полицији, донешеним у склопу полицијских реформи из 2011. године. У складу с тим законом, задаци Полиције Русије су: заштита живота, права и слобода грађана Руске Федерације, као и странаца и лица без држављанства, те чување општег поретка, борба против криминала и обезбјеђивање сталне и опште безбједности. 

## Галерија
- Натпоручник и генерал мајор полиције, поштанска маркица Русије, 2013.